# William Chamberlain (Ritter)

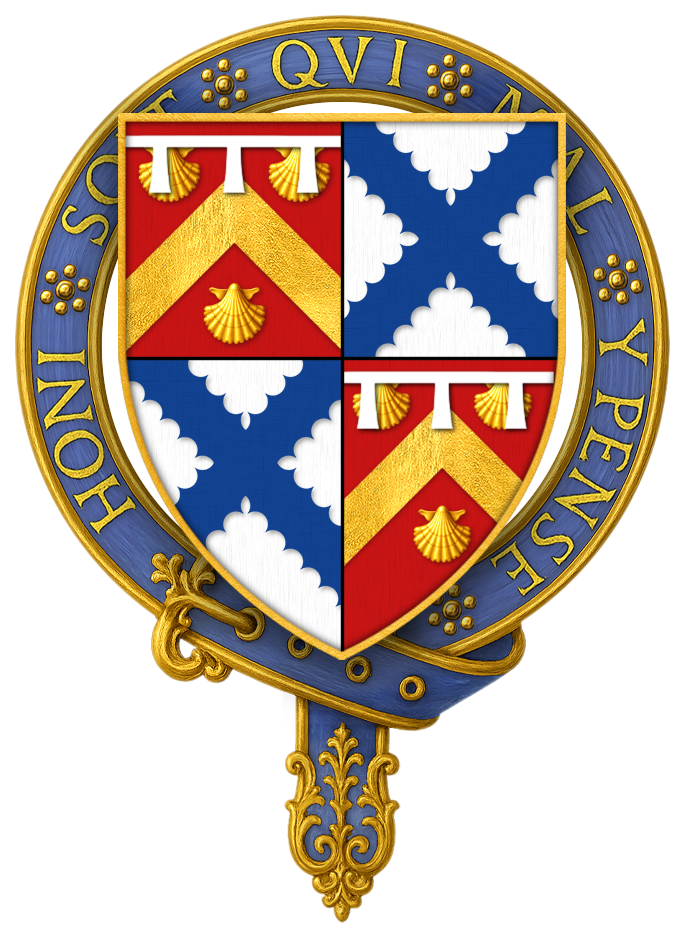
Wappen des Sir William Chamberlain, KG

Sir William Chamberlain of East Harling, KG, († 1462) war ein englischer Ritter.

## Leben
Sir William war ein Soldat im Hundertjährigen Krieg und diente in Frankreich unter John of Lancaster, 1. Duke of Bedford und Richard of York, 3. Duke of York.
Erfolgreich konnte er 1436 die durch die Franzosen belagerte Stadt Creil mit seiner Truppe von 500 Mann befreien und dabei unzählige Gefangene nehmen, musste aber 1439 als Kommandant der Garnison in Meaux die Stadt an das französische Heer übergeben.
Sir William geriet 1446 selbst in Gefangenschaft und konnte nur durch eine Lösegeldzahlung von Heinrich VI. wieder freikommen, welche er über seine Einnahmen wieder amortisieren und zurückzahlen musste. 1449 wurde er zusammen mit Richard Woodville, dem Vater der späteren Königin Elizabeth Woodville, beauftragt die moralische Destabilisierung der Truppe in der Normandie zu unterbinden und Fehlverhalten zu ahnden.
In den Jahren 1457–1460 war Sir William als Justice of Peace in Norfolk mit Ordnungsaufgaben betraut.
Sir William war 1461 einer der von John Howard, 1. Duke of Norfolk bevorzugten Kandidaten für das Amt des Sheriff of Norfolk and Suffolk.
Während der Rosenkriege kämpfte Sir William für das Haus York bei der Schlacht von Northampton (1460), bei Mortimer’s Cross (1461) und bei Towton (1461).
Im Jahr 1461 wurde Sir William durch Eduard IV. zum Knight Companion des Hosenbandordens ernannt.
Sir William starb im zwischen März und April 1462 und hat seine letzte Ruhestätte in der Kirche von Harling in Norfolk.

## Ehe und Nachkommen
Sir William war verheiratet mit Anne, Tochter des Sir Robert Harling.
Das Paar hatte keine Nachkommen.